# متین تورل
متین تورل (ترکی استانبولی: Metin Türel; ۱۳ سپتامبر ۱۹۳۷ – ۱۷ نوامبر ۲۰۱۸) بازیکن و مربی فوتبال اهل ترکیه بود.
از باشگاه‌هایی که در آن بازی کرده است می‌توان به باشگاه ورزشی استانبول‌اسپور، باشگاه فوتبال گالاتاسرای، و باشگاه ورزشی تقسیم اشاره کرد.